# SNP-mikromatrisanalys
En SNP-mikromatrisanalys är en form av mikromatrisanalys som utförs för att screena ett genom för ett stort antal så kallade enbaspolymorfier på en och samma gång. Om testet utförs på stora populationer tillsammans med datorgenererad statistik i en så kallad GWAS-studie, kan man generera ett stort antal polymorfismer som korrelerar till sjukdomar till hög statistisk tillförlitlighet (p-värden på långt under 0,05).
Principen för SNP-mikromatrisanalyser är samma som för andra mikromatrisanalyser, genetiska materialet som undersöks får hybridisera med prob-nukleinsyrekedjor. När materialt och proben matchar kommer de att binda mot varandra, vilket i sin tur leder till att fluorescerande ämnen kan binda in. Detta kan i sin tur detekteras och därmed kan man påvisa att en SNP återfunnits i prov-DNA:t.